# Boswellia popoviana
Boswellia popoviana är en tvåhjärtbladig växtart som beskrevs av Frank Nigel Hepper. Boswellia popoviana ingår i släktet Boswellia och familjen Burseraceae. Inga underarter finns listade i Catalogue of Life.